# Stazione di Valenciennes
La stazione di Valenciennes (Gare de Valenciennes in francese) è la stazione ferroviaria della città francese di Valenciennes.